# Lost to Apathy
Lost to Apathy er en EP fra det svenske band Dark Tranquillity som blev udgivet i 2004. Sangen "Lost to Apathy" var taget fra det kommende Character-album. "Undo Control" var en sang fra den tidligere dvd-udgivelse Live Damage.

## Spor
1. "Lost to Apathy"
2. "Derivation TNB"
3. "The Endless Feed"
4. "Undo Control" (live i Krakow, Polen)

### Multimedia-tilbehør
1. "Lost to Apathy" (video)
2. Dark Tranquillity pauseskærm